# Lacs de Prals
Les lacs de Prals sont situés à 2 269 m d'altitude à la Baisse des Cinq Lacs dans le massif du Mercantour.

## Présentation

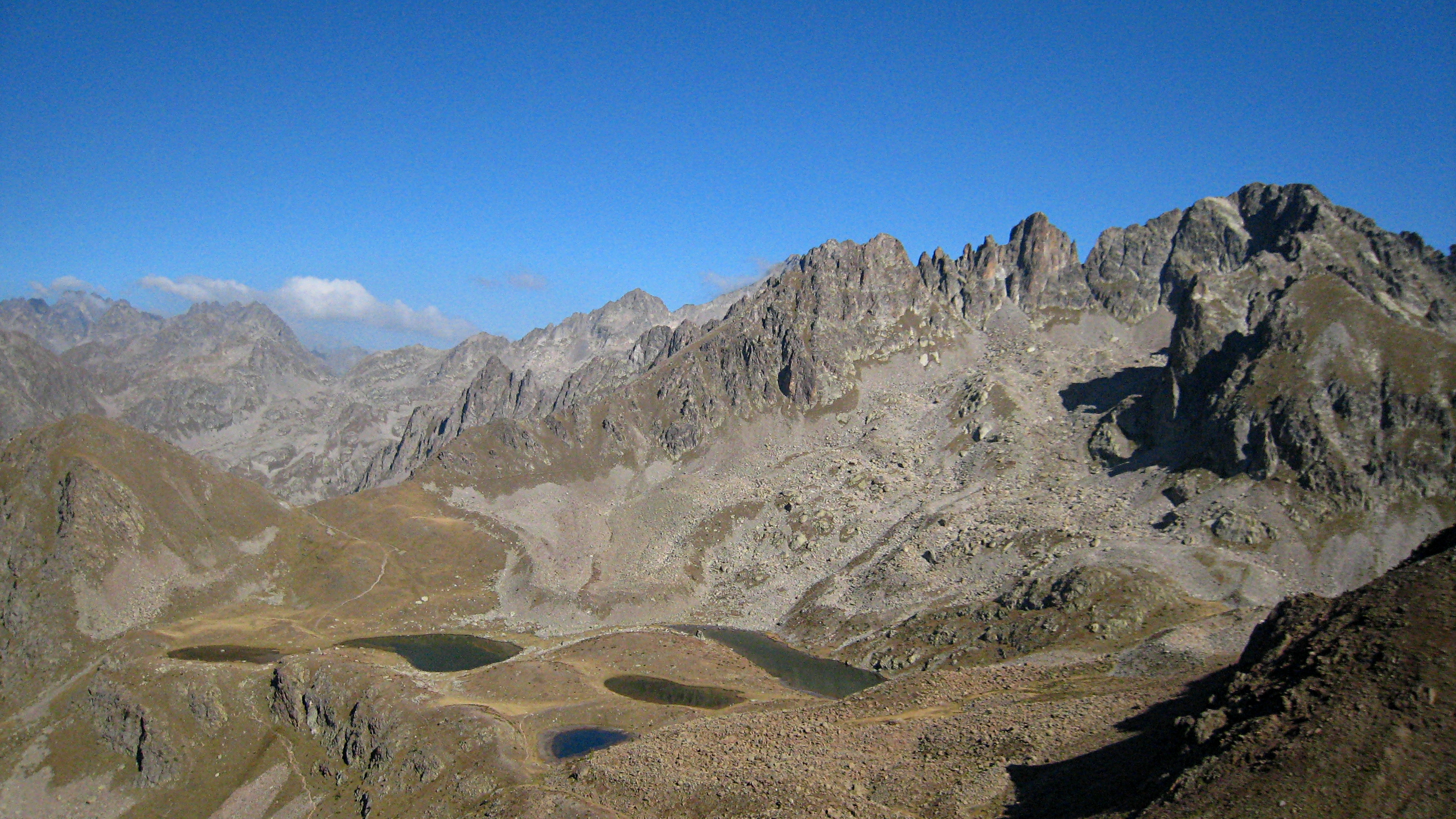
Vue des lacs de Prals.